# Шейдлін Еллен Вікторівна
Еллен Вікторівна Шейдлін (при народженні — Олена Вікторівна Ляліна; (30 червня 1994 , Саратов ), також відома як Олена Шейдліна, — російський фотоблогер і художниця.
Після початку російсько-української війни Еллен активно показувала свою підтримку України і протест проти війни через пости в інстаграмі.

## Життєпис
Олена Ляліна народилася 30 червня 1994 року в Саратові. Закінчивши дев'ять класів середньої школи, у 2010 році вступила до Саратовського державного коледжу книжкового бізнесу та інформаційних технологій. Після його закінчення, 2013 року переїхала до Санкт-Петербурга, де розпочала свою творчу кар'єру в жанрі арт-фотографії. У 2016 році закінчила факультет реклами та зв'язків із громадськістю університету Синергія в Москві.
Еллен створює цифрові фотографії та відеоролики, працює в жанрах скульптури та живопису. З 2021 року активно використовує технології NFT. Критики часто порівнюють її роботи з творчістю Сінді Шерман, Марини Абрамович та Енді Воргола.
Сама художниця називає розроблений нею метод — сюрвіртуалізм, маючи на увазі змішання у творах цифрової та фізичної складової. Найчастіше для створення робіт вона використовує власний образ.
У липні 2017 року в Санкт-Петербурзі відбулася її перша персональна виставка — Всесвіт Шейдліна. Надалі виставки Еллен проходили у багатьох країнах світу.
У лютому 2018 року разом з Катею Адушкіною, Gary (Германом Чорних), Room Factory та Сашком Айс була номінована на премію Nickelodeon Kids' Choice Award в категорії «Улюблена інтернет-зірка російських глядачів», але на березневих церемоній.
У квітні того ж року стала володаркою премії Glamour Influencers Award у номінації #glam_artпроєкт.
У 2021—2022 роках проходила навчання в Академії образотворчих мистецтв у Флоренції.

## Тематика фотоблогу в «Інстаграмі»
З початку творчої кар'єри Еллен використовує соціальні мережі як основний майданчик для демонстрації своїх робіт. З 2012 року веде основний блог @sheidlina у Instagram. У 2017 році створила профіль @sheidlinart, присвячений власним арт-роботам, виконаним у техніці живопису.
|                                                             | Створює незвичайні та сміливі образи, експериментуючи з одягом та кольором волосся. З підліткового віку захоплювалася фотографією та програмами редагування. Засновниця власного стилю, багато брендів одягу співпрацюють з дівчиною. Середній щомісячний дохід 3-5 тисяч доларів. |
| — «Юні мільйонери: Скільки заробляють блогери в Інстаграм?» | |

|                                             | Незвичайні жіночні колажі, сюрреалістичні образи, цукерки та квіти,... |
| — «#glam_artпроект 2018» — Glamour.ru, 2018 |                                                                        |

|                                                                                                | 23-річна модель і художниця створює образи на кшталт Аліси Керролла, яка провалилася у майбутнє. Кожне фото – результат невгамовної фантазії та довгої роботи. Талант Олени обчислюється 4 млн. передплатників та сотнями відвідувачів персональної виставки у Петербурзі. |
| — «Glamour Influencers Awards 2018: победители в номинации #glam_artпроект» — Glamour.ru, 2018 | |

## Персональні виставки
- 2017 — Всесвіт Шейдліна. Артмуза, Санкт-Петербург[14]
- 2020 — Transformations. Vanilla Gallery, Токіо[15][16]
- 2021 — Spinning in Mirrors. Palazzo Imperatore, Палермо[17][18]
- 2021 — Comprehended by Fantasy. TSH Gallery, Флоренція[19]
- 2022 — Materialization of Sensual ideas. Art in space gallery, Дубай[20]

## Особисте життя
1 червня 2018 року повідомила, що вийшла заміж за Євгена Шейдліна.
30 березня 2020 року у своєму Твіттер-акаунті повідомила про зміну імені.

## Премії та номінації
| Рік  | Премія                                | Номінація                                   | Результат | Прим.                |
| ---- | ------------------------------------- | ------------------------------------------- | --------- | -------------------- |
| 2016 | INSTA Awards (Росія)                  | INSTA of the world                          | Перемога  | [ 24 ] [ 25 ] [ 26 ] |
| 2016 | Pudra Blogger Awards                  | Інстаграм-блогер року                       | Перемога  | [ 27 ]               |
| 2017 | Neforum Awards                        | Блог про моду                               | Перемога  | [ 28 ]               |
| 2017 | Neforum Awards                        | Творчий проект                              | Перемога  | [ 28 ]               |
| 2018 | Nickelodeon Kids' Choice Awards       | Улюблена інтернет-зірка російських глядачів | Номінація | [ 10 ]               |
| 2018 | Glamour Influencers Awards            | #glam_artпроект                             | Перемога  | [ 11 ]               |
| 2020 | Shorty Awards                         | Instagrammer                                | Номінація | [ 29 ]               |
| 2022 | World Influencers and Bloggers Awards | The NFT Influencer                          | Перемога  | [ 30 ]               |